# Adenacarus arabicus
Adenacarus arabicus är en spindeldjursart som först beskrevs av With 1904.  Adenacarus arabicus ingår i släktet Adenacarus och familjen Opilioacaridae. Inga underarter finns listade i Catalogue of Life.